# Kim Carr
Kim Carr (ur. 2 lipca 1955 w Tumut) – australijski polityk, członek Australijskiej Partii Pracy, w latach 2007–2013 członek gabinetu federalnego.

## Życiorys
Ukończył studia pedagogiczne na University of Melbourne. Początkowo pracował jako nauczyciel w szkole średniej, równocześnie działając w strukturach ALP. Po dziewięciu latach rozpoczął etatową pracę dla pochodzących z ALP członków rządu stanu Wiktoria. W 1993 został wybrany do Senatu. Od 1996 zasiadał w gabinecie cieni, gdzie przez 11 lat zajmował różne stanowiska. Jest uznawany za jednego z przywódców lewego skrzydła ALP. Po wygranych przez partię wyborach z listopada 2007 wszedł do gabinetu federalnego, gdzie zajmował szereg różnych stanowisk, m.in. dwukrotnie ministra ds. innowacji, przemysłu, nauki i badań, a także ministra szkolnictwa wyższego. Opuścił rząd we wrześniu 2013, po przegranych przez ALP wyborach federalnych.